# Ranunculus angustipetalus
Ranunculus angustipetalus är en ranunkelväxtart som beskrevs av Merrill och Perry. Ranunculus angustipetalus ingår i släktet ranunkler, och familjen ranunkelväxter. Inga underarter finns listade i Catalogue of Life.